# Boreray (Saint Kilda)
|  | Per a altres significats, vegeu «Boreray (Hèbrides Exteriors)». |

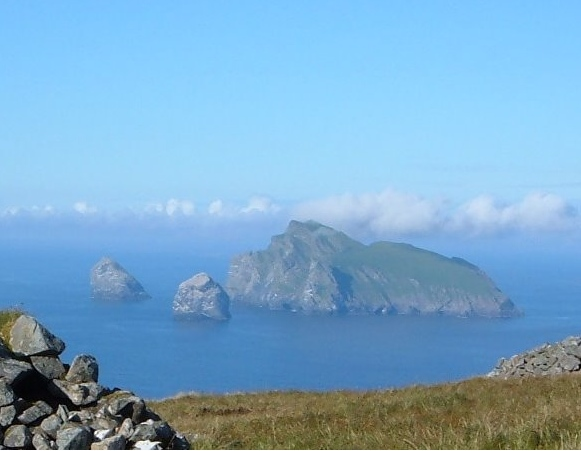
L'illa de Boreray.

Boreray (en gaèlic escocès Boraraigh) és una illa deshabitada d'Escòcia, localitzada en l'arxipèlag de Saint Kilda, pertanyent al comtat d'Harris) a uns 66 km al nord-oest de North Uist. L'illa ocupa una superfície de 86,5 ha, i aconsegueix una altura de 284 m sobre el nivell del mar, en el Mullach an Eilein.
Boreray està format d'un bretxa de gabre i diabasa. Hi ha dos farallons, pilars verticals de roca, just al costat de Boreray. Stac Un Armin, (¼ milles) al nord, és la més alta (196 metres), mentre que Stac Lee, 600 m (660 iardes) a l'oest, té 172 metres d'alçada.
Boreray és la més petita de les illes escoceses de tenir una cimera de més de mil peus.
Els seus penya-segats alberguen nombroses espècies d'aus marines. Hi ha així mateix 130 fanerògames diferents a Boreray.

## Galeria

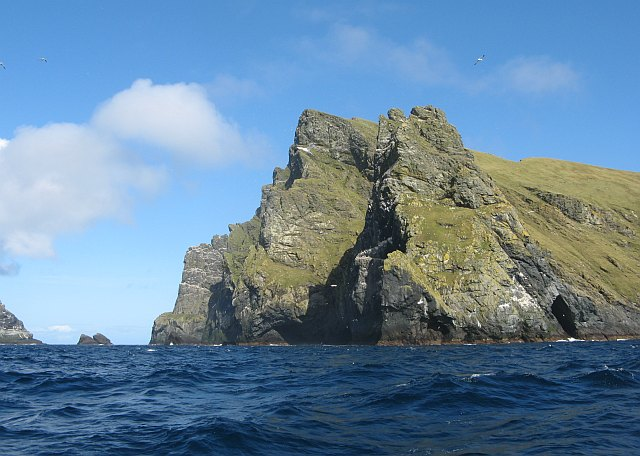
Boreray des del sud-oest
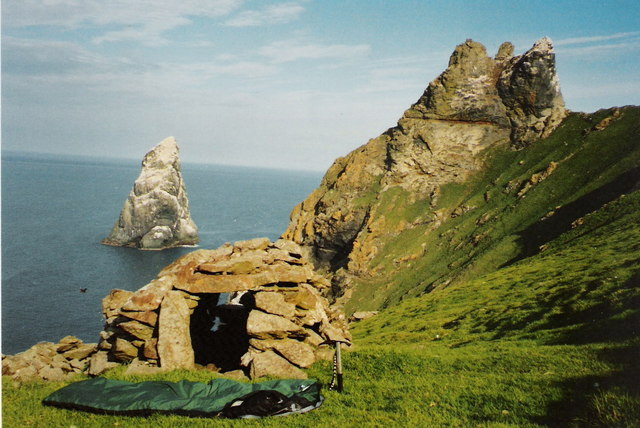
Cleitein McPhaidein, Boreray
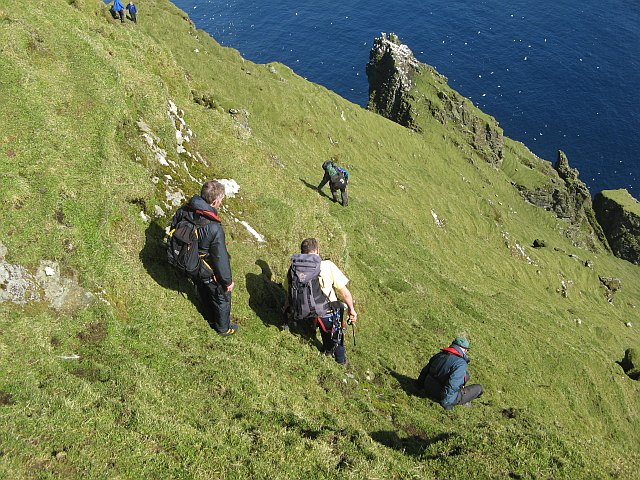
Boreray Oriental
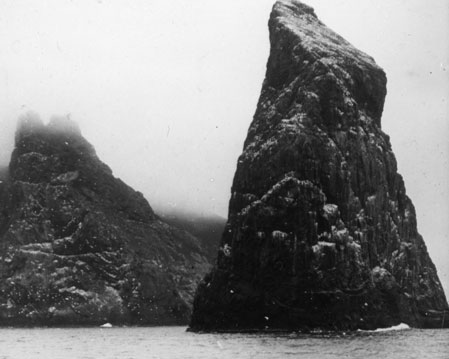
Stac Lee
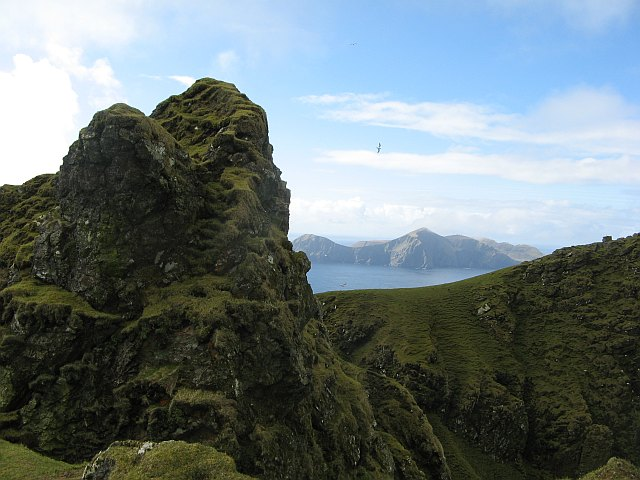
Pinnacle, Mullach an Eilean
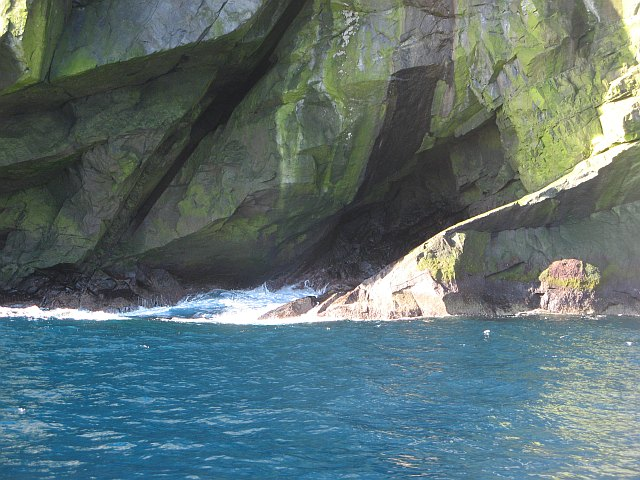
Una cova marina de Boreray
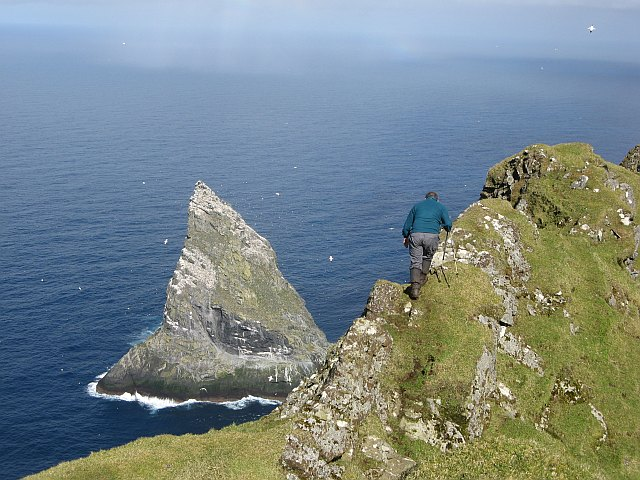
Stac an Armin
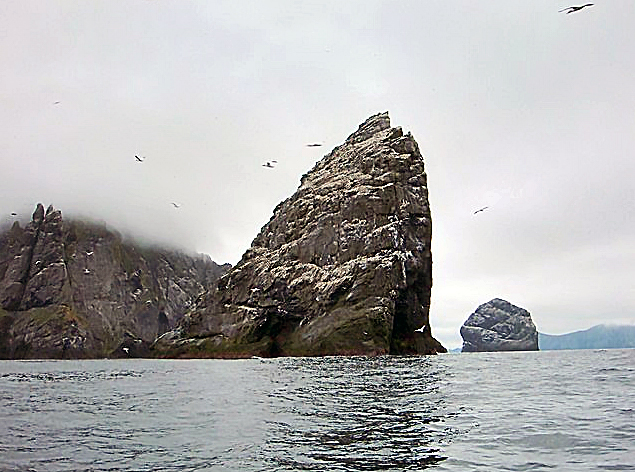
Stacs Lee i Armin
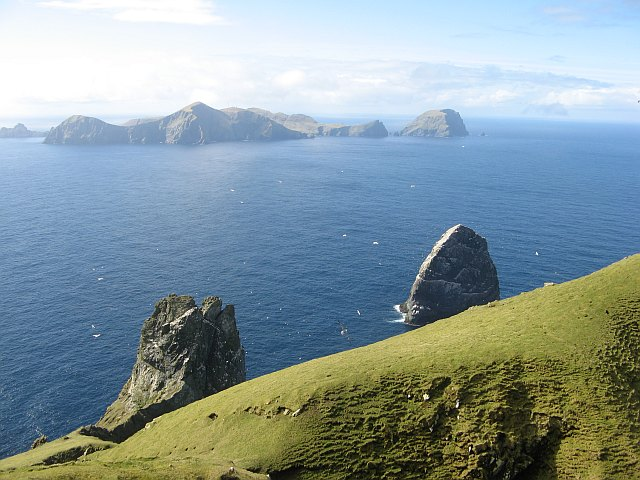
Stack Lee des de dalt